# Fiera della condivisione della conoscenza
Le Fiere della condivisione della conoscenza sono eventi interattivi e dinamici progettati per mostrare e condividere informazioni e conoscenze su diversi temi. Le fiere della conoscenza possono essere interne ad un'organizzazione o aperte al pubblico e partner esterni. Stimolano i partecipanti ad interagire in modo organico su temi di interesse condiviso. Questo tipo di evento spinge coloro che partecipano a collaborare in modo attivo e ad influenzare un tipo di cambiamento all'interno e fra le organizzazioni. È uno dei meccanismi più diffusi per la condivisione della conoscenza.

## Obiettivi
La Fiera della Condivisione della Conoscenza ha l'obiettivo di:
- Dare un'opportunità ai partner di diffondere i risultati raggiunti, mostrare i propri prodotti e programmi a possibili donatori, responsabili politici e altre istituzioni che potrebbero rappresentare partner potenziali.
- Agevolare il networking dei partecipanti e promuovere la cooperazione Sud-Sud su temi condivisi. Il networking o rete sociale è alla base della concezione di condivisione della conoscenza (knowledge sharing) e del knowledge management. Incoraggia le persone ad interagire tra loro, a condividere idee e risorse e ad applicare le soluzioni nel proprio lavoro per raggiungere il migliore risultato. Il tempo dedicato al networking è una costante nelle fiere della condivisione della conoscenza ed è effettuato solitamente durante pause caffè e poster session.
- Aiutare i partecipanti a beneficiare dalle esperienze altrui.
- Stimulare l'interesse per collaborazioni future e per lo sviluppo di nuovi programmi e progetti.

Eventi ti questo tipo mostrano conoscenze ed esperienze in un modo che facilita l'assimilazione e la messa in pratica da parte di coloro che vi partecipano. In questo senso la fiera della conoscenza non è solo condividere: significa “lavoro di squadra”, “aiutarsi a vicenda” e collaborazione in tutti i suoi aspetti.
Le fiere sono anche un catalizzatore di innovazioni. Sono pensate e programmate per incoraggiare la scoperta di novità e per raggiungere risultati attraverso la messa in pratica di idee innovative.

## Organizzare una Fiera della Conoscenza
Il formato di una Fiera della Condivisione della Conoscenza comprende anche la messa in pratica di metodi e strumenti specifici per la condivisione della conoscenza. Incoraggia fortemente l'interazione tra i partecipanti e per questo ha bisogno di un'attenta pianificazione. Anche se la Fiera punta ad uno scambio di idee spontaneo ed informale, l'improvvisazione può avvenire nel flusso dei pensieri e nei contenuti ma non nell'approccio e nell'organizzazione.

### Consigli su come organizzare una Fiera della condivisione della conoscenza
- Ottieni sostegno e supporto a livello manageriale.
- Ampia pubblicità dell'evento.
- Organizza la Fiera in un'area abbastanza estesa, per esempio nell'atrio della sede di un'organizzazione o di un'azienda.
- Metti in mostra le tue migliori comunità di pratica.
- Usa elementi fisici comuni per le posizioni degli stand (o cabine), in modo da trasmettere un'immagine di integrazione nella diversità.
- Sii realistico nella gestione del tempo. Per esempio: il tempo necessario a presentare un progetto.
- Fornisci un meccanismo di feedback per i partecipanti.
- Cattura e registra ciò che accade durante l'intero evento – fai foto, intervista i partecipanti, realizza video, ecc.
- Non fare piani troppo dettagliati per gli stand espositivi.
- Non essere troppo serioso – la fiera deve essere divertente.

## Esempi di Fiere della Condivisione della Conoscenza

### Dare to Share Fair, 30-31 marzo 2004
La Fiera Dare to Share (abbiate il coraggio di condividere) è stata organizzata dalla Direzione dello sviluppo e della cooperazione (DSC) dal 30 al 31 marzo 2004 e si è svolta presso la sede della DSC a Berna.
Il tema della Dare to Share Fair è stato "Gestire le conoscenze e le competenze per le esigenze nel campo della cooperazione allo sviluppo. Il lavoro nello sviluppo necessita di conoscenze e competenze. Apprendere dall'esperienza è un must ed è una routine quotidiana".
La Fiera ha offerto tante di opportunità di apprendimento all'interno di un'istituzione:
- Riflettere sulle buone pratiche in capitalizzare e valorizzare l'esperienza;
- Progettare e sperimentare nuove forme di condivisione delle esperienze;
- Stringere legami e reti per una futura collaborazione;
- Sviluppare le idee per una migliore gestione della conoscenza e delle competenze all'interno di un'organizzazione.